# Martin Chorý
Martin Chorý (* 28. srpna 1970) je český fotbalista. V lize nastoupil i jeho syn Tomáš Chorý.

## Fotbalová kariéra
V české lize hrál za AFK Atlantic Lázně Bohdaneč. Nastoupil v 23 ligových utkáních a dal 1 ligový gól. V nižších soutěžích hrál i za SK Hanácká Slavia Kroměříž a FK PS Přerov.
Hrál také krajské a okresní soutěže za Zdounky (2003–2005), Skaštice (od 2005) a Kvasice (podzim 2007).

## Ligová bilance
| Ročník                                 | Zápasy | Góly | Klub                        |
| -------------------------------------- | ------ | ---- | --------------------------- |
| Moravskoslezská fotbalová liga 1994/95 | –      | 3    | SK Hanácká Slavia Kroměříž  |
| 2. česká fotbalová liga 1996/97        | 27     | 9    | FK PS Přerov                |
| Gambrinus liga 1997/98                 | 23     | 1    | AFK Atlantic Lázně Bohdaneč |
| 2. česká fotbalová liga 1998/99        | 22     | 5    | AFK Atlantic Lázně Bohdaneč |
| Moravskoslezská fotbalová liga 2001/02 | –      | 4    | SK Hanácká Slavia Kroměříž  |
| Moravskoslezská fotbalová liga 2002/03 | –      | 1    | SK Hanácká Slavia Kroměříž  |
| CELKEM česká 1. liga                   | 23     | 1    |                             |